# Elecciones municipales de Ica de 2018
Las elecciones municipales de Ica de 2018 se llevaron a cabo el 7 de octubre de 2018 para elegir al alcalde y al Concejo Provincial de Ica para el periodo 2019-2022. La elección se celebró simultáneamente con elecciones regionales y municipales (provinciales y distritales) en todo el Perú.
Como resultado de esta elección, Emma Mejía Venegas, candidata del Movimiento Regional Obras por la Modernidad, obtuvo el 25.86% de votos válidos y resultó electo como alcaldesa provincial de Ica.

## Sistema electoral
La Municipalidad Provincial de Ica es el órgano administrativo y de gobierno de la provincia de Ica. Está compuesta por el alcalde y el Concejo Provincial.
La votación del alcalde y el concejo se realiza en base al sufragio universal, que comprende a todos los ciudadanos nacionales mayores de dieciocho años, empadronados y residentes en la provincia de Ica y en pleno goce de sus derechos políticos, así como a los ciudadanos no nacionales residentes y empadronados en la provincia de Ica. No hay reelección inmediata de alcaldes.
El Concejo Provincial de Ica está compuesto por 13 regidores elegidos por sufragio directo para un período de cuatro (4) años, en forma conjunta con la elección del alcalde (quien la preside). La votación es por lista cerrada y bloqueada. Se asigna a la lista ganadora los escaños según el método d'Hondt o la mitad más uno, lo que más le favorezca.

## Composición del Concejo Provincial de Ica
La siguiente tabla muestra la composición del Concejo Provincial de Ica antes de las elecciones.
| Partidos | Partidos                                    | Regidores |
| -------- | ------------------------------------------- | --------- |
|          | Movimiento Regional Obras por la Modernidad | 8         |
|          | Partido Regional de Integración             | 2         |
|          | Vamos Perú                                  | 1         |
|          | Fuerza Popular                              | 1         |
|          | Partido Aprista Peruano                     | 1         |

## Partidos y candidatos
A continuación se muestra una lista de los principales partidos y alianzas electorales que participaron en las elecciones:
| Candidatura | Candidatura | Partidos y alianzas                                     | Candidato | Candidato                   | Ideología                                                          | Resultado previo | Resultado previo | Ref.  |
| Candidatura | Candidatura | Partidos y alianzas                                     | Candidato | Candidato                   | Ideología                                                          | Votos (%)        | Reg.             | Ref.  |
| ----------- | ----------- | ------------------------------------------------------- | --------- | --------------------------- | ------------------------------------------------------------------ | ---------------- | ---------------- | ----- |
|             | G           | Lista - Movimiento Regional Obras por la Modernidad (G) |           | Emma Mejía Venegas          | Regionalismo iqueño                                                | 18.91%           | 8                | [ 3 ] |
|             | FP          | Lista - Fuerza Popular (FP)                             |           | Javier Cornejo Ventura      | Fujimorismo Conservadurismo social Populismo de derecha            | 15.46%           | 1                | [ 3 ] |
|             | VP          | Lista - Vamos Perú (VP)                                 |           | Gustavo Zuazo Ramos         | Populismo Socialdemocracia                                         | 14.55%           | 1                | [ 3 ] |
|             | L           | Lista - Unidos por la Región (L)                        |           | José Gálvez Chávez          | Regionalismo iqueño                                                | 6.12%            | 0                | [ 3 ] |
|             | UPP         | Lista - Unión por el Perú (UPP)                         |           | Javier Salvatierra Cabezudo | Etnocacerismo Nacionalismo de izquierda Ultranacionalismo          | 3.49%            | 0                | [ 3 ] |
|             | FA          | Lista - Frente Amplio (FA)                              |           | José Cuellar Fernández      | Socialismo Ecologismo Descentralización                            | 1.94%            | 0                | [ 3 ] |
|             | APP         | Lista - Alianza para el Progreso (APP)                  |           | Cleofé Chacaltana Rios      | Liberalismo económico Conservadurismo liberal Populismo de derecha | 1.46%            | 0                | [ 3 ] |
|             | JP          | Lista - Juntos por el Perú (JP)                         |           | Fidel Andía Guzmán          | Socialismo democrático Progresismo                                 | 0.42%            | 0                | [ 3 ] |
|             | Frepap      | Lista - Frente Popular Agrícola del Perú (Frepap)       |           | Mario Ayala Zamora          | Israelismo Fundamentalismo cristiano Populismo                     | Nuevo            | Nuevo            | [ 3 ] |
|             | PPK         | Lista - Peruanos Por el Kambio (PPK)                    |           | Julio Tincopa Alfaro        | Liberalismo económico Conservadurismo progresista                  | Nuevo            | Nuevo            | [ 3 ] |
|             | PN          | Lista - Perú Nación (PN)                                |           | Gelacio Herrera de la Torre | Conservadurismo social Democracia cristiana                        | Nuevo            | Nuevo            | [ 3 ] |
|             | PL          | Lista - Perú Libertario (PL)                            |           | José Córdova Chirinos       | Socialismo del siglo XXI Marxismo-leninismo Mariateguismo          | Nuevo            | Nuevo            | [ 3 ] |
|             | AvP         | Lista - Avanza País (AvP)                               |           | Julio Condori Flores        | Conservadurismo liberal Liberalismo clásico                        | Nuevo            | Nuevo            | [ 3 ] |

## Sondeos de opinión
Las siguientes tablas enumeran las estimaciones de la intención de voto en orden cronológico inverso, mostrando las más recientes primero y utilizando las fechas en las que se realizó el trabajo de campo de la encuesta. Cuando se desconocen las fechas del trabajo de campo, se proporciona la fecha de publicación.
Leyenda:
     Sondeo realizado en el periodo de prohibición legal de la difusión de sondeos de intención de voto.

### Intención de voto
La siguiente tabla enumera las estimaciones ponderadas (sin incluir votos en blanco y nulos) de la intención de voto.
| Encuestadora/Medio             | Fecha             | Muestra | Emma Mejía | Julio Condori | José Gálvez | Javier Cornejo | José Cuellar | Gustavo Zuazo | Cleofé Chacalt. | Dif. |  |  |  |  |
| ------------------------------ | ----------------- | ------- | ---------- | ------------- | ----------- | -------------- | ------------ | ------------- | --------------- | ---- |  |  |  |  |
| Encuestadora/Medio             | Fecha             | Muestra |            |               |             |                |              |               |                 |      |  |  |  |  |
| Elecciones municipales de 2018 | 7 oct 2018        | —       | 25.9       | 25.4          | 15.8        | 14.3           | 4.5          | 4.2           | 3.2             | 0.5  |  |  |  |  |
|                                |                   |         |            |               |             |                |              |               |                 |      |  |  |  |  |
| Ipsos Perú/América             | 7 oct 2018        | ?       | 26.8       | 25.9          | 17.0        | 14.4           | –            | –             | –               | 0.9  |  |  |  |  |
| Ipsos Perú/América             | 7 oct 2018        | ?       | 29.2       | 26.7          | 19.0        | 13.4           | –            | –             | –               | 2.5  |  |  |  |  |
| Videre                         | 28–29 sep 2018    | 600     | 19.7       | 30.9          | 16.5        | 12.6           | 8.7          | 4.3           | –               | 11.2 |  |  |  |  |
| Videre                         | 4–6 sep 2018      | 1000    | 12.4       | 41.9          | 18.0        | 11.0           | 9.9          | 2.1           | –               | 23.9 |  |  |  |  |
| Videre                         | 22–27 ago 2018    | 574     | 4.8        | 51.0          | 17.5        | 4.4            | 13.0         | 0.8           | 1.7             | 33.5 |  |  |  |  |
| Videre                         | 30 jul–3 ago 2018 | 600     | 16.3       | 23.3          | 21.8        | –              | –            | –             | –               | 1.5  |  |  |  |  |

### Preferencias de voto
La siguiente tabla enumera las preferencias de voto en bruto (incluyendo blancos, viciados y sin respuesta) y no ponderadas.
| Encuestadora/Medio             | Fecha             | Muestra | Emma Mejía | Julio Condori | José Gálvez | Javier Cornejo | José Cuellar | Gustavo Zuazo | Cleofé Chacalt. | B/V  | NS/NO | Dif. |  |  |  |  |
| ------------------------------ | ----------------- | ------- | ---------- | ------------- | ----------- | -------------- | ------------ | ------------- | --------------- | ---- | ----- | ---- |  |  |  |  |
| Encuestadora/Medio             | Fecha             | Muestra |            |               |             |                |              |               |                 |      |       |      |  |  |  |  |
| Elecciones municipales de 2018 | 7 oct 2018        | —       | 21.3       | 21.0          | 13.0        | 11.8           | 3.7          | 3.4           | 2.6             | 17.6 | –     | 0.3  |  |  |  |  |
|                                |                   |         |            |               |             |                |              |               |                 |      |       |      |  |  |  |  |
| Videre                         | 28–29 sep 2018    | 600     | 18.5       | 29.0          | 15.5        | 11.8           | 8.2          | 4.0           | –               | –    | 6.2   | 10.5 |  |  |  |  |
| Videre                         | 4–6 sep 2018      | 1000    | 10.3       | 34.7          | 14.9        | 9.1            | 8.2          | 1.7           | –               | –    | 17.2  | 19.8 |  |  |  |  |
| Videre                         | 22–27 ago 2018    | 574     | 4.0        | 42.5          | 14.6        | 3.7            | 10.8         | 0.7           | 1.4             | –    | 16.7  | 27.9 |  |  |  |  |
| Videre                         | 30 jul–3 ago 2018 | 600     | 8.3        | 11.9          | 11.1        | –              | –            | –             | –               | 21.3 | 27.7  | 0.8  |  |  |  |  |

## Resultados

### Sumario general
| |                                                 |              |              |              |           |           |
| Partidos y coaliciones                                                                                      | Partidos y coaliciones                          | Voto popular | Voto popular | Voto popular | Regidores | Regidores |
| Partidos y coaliciones                                                                                      | Partidos y coaliciones                          | Votos        | %            | +/−          | Total     | +/−       |
| | Movimiento Regional Obras por la Modernidad (G) | 50,561       | 25.86        | +6.95        | 8         | ±0        |
| | Avanza País (AvP)                               | 49,750       | 25.45        | Nuevo        | 3         | +3        |
| | Unidos por la Región (L)                        | 30,832       | 15.77        | +9.65        | 1         | +1        |
| | Fuerza Popular (FP)                             | 27,923       | 14.28        | –1.18        | 1         | ±0        |
| | Frente Amplio (FA)                              | 8,805        | 4.50         | +2.56        | 0         | ±0        |
| | Vamos Perú (VP)                                 | 8,117        | 4.15         | –10.40       | 0         | –1        |
| | Alianza para el Progreso (APP)                  | 6,283        | 3.21         | +1.75        | 0         | ±0        |
| | Unión por el Perú (UPP)                         | 4,646        | 2.38         | –1.11        | 0         | ±0        |
| | Frente Popular Agrícola del Perú (Frepap)       | 2,724        | 1.39         | Nuevo        | 0         | ±0        |
| | Juntos por el Perú (JP)1                        | 2,526        | 1.29         | +0.87        | 0         | ±0        |
| | Perú Libertario (PL)                            | 1,286        | 0.66         | Nuevo        | 0         | ±0        |
| | Peruanos Por el Kambio (PPK)                    | 1,163        | 0.59         | Nuevo        | 0         | ±0        |
| | Perú Nación (PN)                                | 893          | 0.46         | Nuevo        | 0         | ±0        |
| |                                                 |              |              |              |           |           |
| Total | Total                                           | 195,509      |              |              | 13        | ±0        |
| |                                                 |              |              |              |           |           |
| Votos válidos                                                                                               | Votos válidos                                   | 195,509      | 82.40        | –3.74        |           |           |
| Votos en blanco                                                                                             | Votos en blanco                                 | 16,053       | 6.77         | +2.35        |           |           |
| Votos nulos                                                                                                 | Votos nulos                                     | 25,694       | 10.83        | +1.39        |           |           |
| Votos emitidos                                                                                              | Votos emitidos                                  | 237,256      | 84.69        | –2.96        |           |           |
| Abstenciones                                                                                                | Abstenciones                                    | 42,886       | 15.31        | +2.96        |           |           |
| Votantes registrados                                                                                        | Votantes registrados                            | 280,142      |              |              |           |           |
| |                                                 |              |              |              |           |           |
| Fuente: |                                                 |              |              |              |           |           |
| Notas al pie: 1 Comparado con los resultados del Partido Humanista Peruano (PHP) en las elecciones de 2014. |                                                 |              |              |              |           |           |
| Notas al pie:                                                                                               |                                                 |              |              |              |           |           |
| 1 Comparado con los resultados del Partido Humanista Peruano (PHP) en las elecciones de 2014.               |                                                 |              |              |              |           |           |

### Concejo Provincial de Ica
| Cargo                       | Autoridad electa                    | Partido político | Partido político                            |
| --------------------------- | ----------------------------------- | ---------------- | ------------------------------------------- |
| Alcaldesa Provincial de Ica | Emma Mejía Venegas                  |                  | Movimiento Regional Obras por la Modernidad |
| Regidora Provincial de Ica  | Emma Ceccarelli Vilca               |                  | Movimiento Regional Obras por la Modernidad |
| Regidor Provincial de Ica   | Luis Zapata Grimaldo                |                  | Movimiento Regional Obras por la Modernidad |
| Regidor Provincial de Ica   | Álvaro Huamaní Matta                |                  | Movimiento Regional Obras por la Modernidad |
| Regidor Provincial de Ica   | Jorge Quispe Saavedra               |                  | Movimiento Regional Obras por la Modernidad |
| Regidora Provincial de Ica  | Raquel Espinoza Tarque              |                  | Movimiento Regional Obras por la Modernidad |
| Regidor Provincial de Ica   | Jacinto Roque Hernández             |                  | Movimiento Regional Obras por la Modernidad |
| Regidora Provincial de Ica  | Clyde Hidalgo Díaz                  |                  | Movimiento Regional Obras por la Modernidad |
| Regidora Provincial de Ica  | Emilda Totocayo Ventura de Manchego |                  | Movimiento Regional Obras por la Modernidad |
| Regidor Provincial de Ica   | Juan Puza Buleje                    |                  | Avanza País                                 |
| Regidora Provincial de Ica  | Carmen Elías Gonzales               |                  | Avanza País                                 |
| Regidor Provincial de Ica   | César Salazar Carpio                |                  | Avanza País                                 |
| Regidor Provincial de Ica   | Rómulo Triveño García               |                  | Unidos por la Región                        |
| Regidor Provincial de Ica   | Luis Castro Makabe                  |                  | Fuerza Popular                              |

## Elecciones municipales distritales

### Sumario general
|         | Movimiento Regional Obras por la Modernidad (G) | 7  | +3 |  |  |  |
|         | Unidos por la Región (L)                        | 2  | +2 |  |  |  |
|         | Vamos Perú (VP)                                 | 2  | +2 |  |  |  |
|         | Avanza País (AvP)                               | 1  | +1 |  |  |  |
|         | Alianza para el Progreso (APP)                  | 1  | +1 |  |  |  |
|         | Fuerza Popular (FP)                             | 0  | –5 |  |  |  |
|         |                                                 |    |    |  |  |  |
| Total   | Total                                           | 13 | ±0 |  |  |  |
|         |                                                 |    |    |  |  |  |
| Fuente: |                                                 |    |    |  |  |  |

### Resultados por distrito
La siguiente tabla enumera el control de los distritos de la provincia de Ica. El cambio de mando de una organización política se resalta del color de ese partido.
| Distrito                | Alcalde(sa) titular      | Partido político | Partido político                | Alcalde(sa) electo(a)     | Partido político | Partido político         |
| ----------------------- | ------------------------ | ---------------- | ------------------------------- | ------------------------- | ---------------- | ------------------------ |
| La Tinguiña             | Carlos Reyes Roque       |                  | Partido Aprista Peruano         | Juan Roque Hernández      |                  | Obras por la Modernidad  |
| Los Aquijes             | Luis Pisconte Bravo      |                  | Obras por la Modernidad         | Hermelinda Alejo Coronado |                  | Alianza para el Progreso |
| Ocucaje                 | Pablo Albites Vicente    |                  | Fuerza Popular                  | Rolando Jayo Melgar       |                  | Unidos por la Región     |
| Pachacútec              | César Barrios Hernández  |                  | Fuerza Popular                  | Walter Donayre Cahua      |                  | Vamos Perú               |
| Parcona                 | José Gálvez Chávez       |                  | Obras por la Modernidad         | José Choque Gutiérrez     |                  | Avanza País              |
| Pueblo Nuevo            | Humberto Chávez Medrano  |                  | Fuerza Popular                  | Martín Ravello Morales    |                  | Obras por la Modernidad  |
| Salas                   | Manuel García Echevarría |                  | Obras por la Modernidad         | Juan Quijandría Lavarello |                  | Obras por la Modernidad  |
| San José de los Molinos | Jorge Pérez Hernández    |                  | Fuerza Popular                  | Luis Ramos Mendoza        |                  | Obras por la Modernidad  |
| San Juan Bautista       | Jorge Quispe Saavedra    |                  | Partido Aprista Peruano         | Juan Musto Lazarte        |                  | Unidos por la Región     |
| Santiago                | César Salazar Carpio     |                  | Partido Aprista Peruano         | Leonardo Guerrero Silva   |                  | Obras por la Modernidad  |
| Subtanjalla             | Jesús Muñante Matta      |                  | Partido Regional de Integración | Manuel Cabrera Huayanca   |                  | Obras por la Modernidad  |
| Tate                    | Walter Baldiño Ascencio  |                  | Obras por la Modernidad         | Jose Ascencio Mendoza     |                  | Vamos Perú               |
| Yauca del Rosario       | Huilber Quispe Vilca     |                  | Fuerza Popular                  | Nilton Peves Esquivel     |                  | Obras por la Modernidad  |